# Georges Le Beau

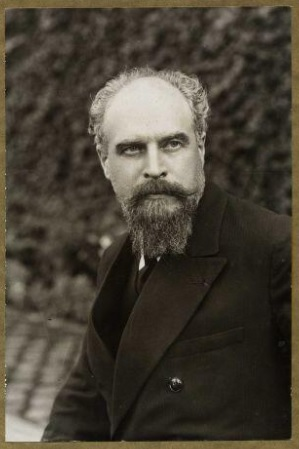
Jacques Georges Le Beau (1934/35)

Jacques Georges Le Beau (* 11. März 1879 in Gien, Département Loiret; † 9. März 1962 in Châteauroux, Département Indre) war ein französischer Verwaltungsbeamter, der unter anderem Präfekt verschiedener Départements sowie von 1935 bis 1940 Generalgouverneur von Algerien war.

## Leben

### Studium, Unterpräfekt und Erster Weltkrieg
Jacques Georges Le Beau schloss ein Studium der Rechtswissenschaften mit einem Lizenziat (Licence en droit) ab und erhielt daraufhin seine Zulassung als Rechtsanwalt. Er trat in den staatlichen Verwaltungsdienst ein und wurde am 26. Oktober 1898 Kabinettschef (Chef de cabinet) von Edgar Monteil, der von 1898 bis 1900 Präfekt des Département Creuse sowie zwischen 1900 und 1904 Präfekt des Département Haute-Vienne war. Während dieser Zeit leistete er zwischen dem 14. November 1900 und dem 22. September 1901 Militärdienst. Am 5. September 1904 wurde er Unterpräfekt (Sous-préfet) des Arrondissement Bellac sowie im Anschluss am 28. Februar 1909 Unterpräfekt des Arrondissement Vendôme, ehe er am 3. März 1919 den Posten als Unterpräfekt des Arrondissement Douai übernahm.
Nach Beginn des Ersten Weltkrieges wurde er am 30. Oktober zum Kriegsdienst einberufen und war zunächst als Leutnant (Sous-lieutenant) Adjutant des 39. Territorialinfanterieregiments (39e Régiment territorial d’infanterie). Nach seiner Beförderung zum Oberleutnant (Lieutenant) am 9. August 1916 wurde er zum 8. Eisenbahnschwadron (8e Escadron du train) versetzt und war zuletzt vom 25. Mai 1917 bis zum 1. Februar 1919 Stabsoffizier in der Ersten Armee (1ere armée). Nach seinem Ausscheiden aus dem Kriegsdienst wurde er am 3. März 1919 zwar erneut zum Unterpräfekten des Arrondissement Douai ernannt, aber bereits am 15. März 1919 Unterpräfekt des Arrondissement Aix-en-Provence.

### Präfekt und Generalgouverneur von Algerien
Am 16. Februar 1921 erfolgte die Ernennung von Georges Le Beau zum Präfekten des Département Creuse und übte dieses Amt bis zu seiner Ablösung durch Edmond L’Hommede am 2. August 1924. Für seine Verdienste wurde ihm am 24. Mai 1924 das Ritterkreuz der Ehrenlegion verliehen. Im Anschluss am 2. August 1924 Nachfolger von Emile Marie Hilarion Buloz als Präfekt des Département Vienne. Allerdings wurde er bereits drei Wochen später am 24. August 1924 von diesem Posten abberufen und übernahm den Posten als Direktor für Unterstützung und Hygiene im Ministerium für Arbeit und Hygiene (Ministère du travail et de l'hygiène). Zugleich wurde er zum Mitglied des Staatsrates (Conseiller d’État). Im Anschluss wurde er am 15. September 1925 zum Direktor für Personal und allgemeine Verwaltung ernannt. Als Nachfolger von Pierre Linares übernahm er am 20. November 1926 das Amt als Präfekt des Département Oise und bekleidete dieses fast acht Jahre lang bis zum 19. Mai 1934, woraufhin Amédée Bussière ihn ablöste. Für seine Verdienste wurde ihm am 30. Juli 1932 das Offizierskreuz der Ehrenlegion verliehen. Seine Amtszeit als Präfekt des Département Oise wurde nur kurz zwischen dem 25. Dezember 1932 und dem 1. Januar 1933 unterbrochen als er als Generalsekretär des Amtes des Premierministers (Présidence du conseil) fungierte. Er übernahm am 19. Mai 1934 von Isaac Marcel-Bernard den Posten als Präfekt des Département Seine-Inférieure und hatte diesen bis zum 21. September 1935 inne, woraufhin François Graux ihm nachfolgte.
Le Beau löste am 21. Februar 1935 Jules Carde als Generalgouverneur von Algerien ab und bekleidete dieses bis zum 19. Juli 1940, woraufhin Jean Abrial ihn ablöste. Er wurde des Weiteren am 2. März 1937 zum Kommandeur der Ehrenlegion ernannt.